# Breguet 14
Die Breguet 14 (auch Breguet XIV) war ein französisches, vielseitig verwendbares Militärflugzeug. Die Entwicklung dieses überaus erfolgreichen Musters begann im Sommer 1916. Der Erfolg zeigte sich in der bis 1928 anhaltenden Produktion, und selbst die französische Luftwaffe hielt die Breguet 14 bis 1932 im Bestand.

## Geschichte

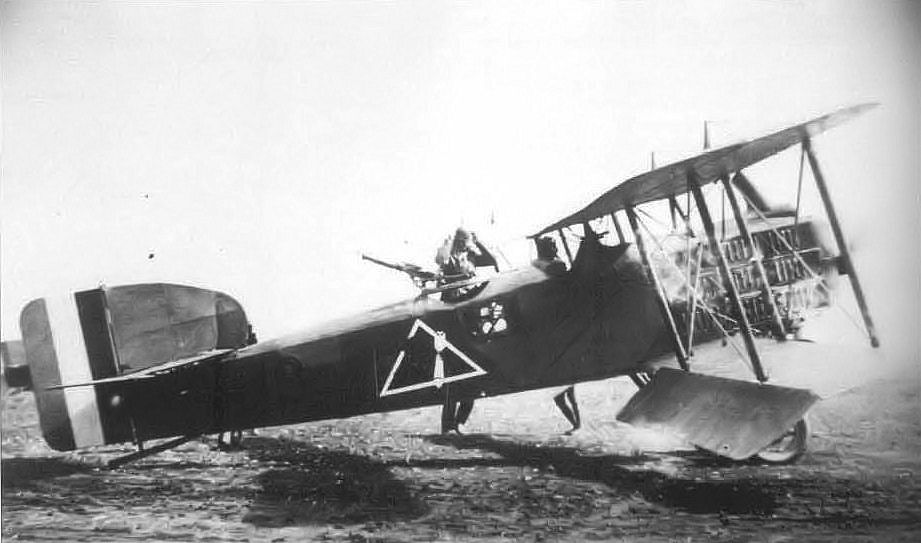
Bomber Breguet 14 B2

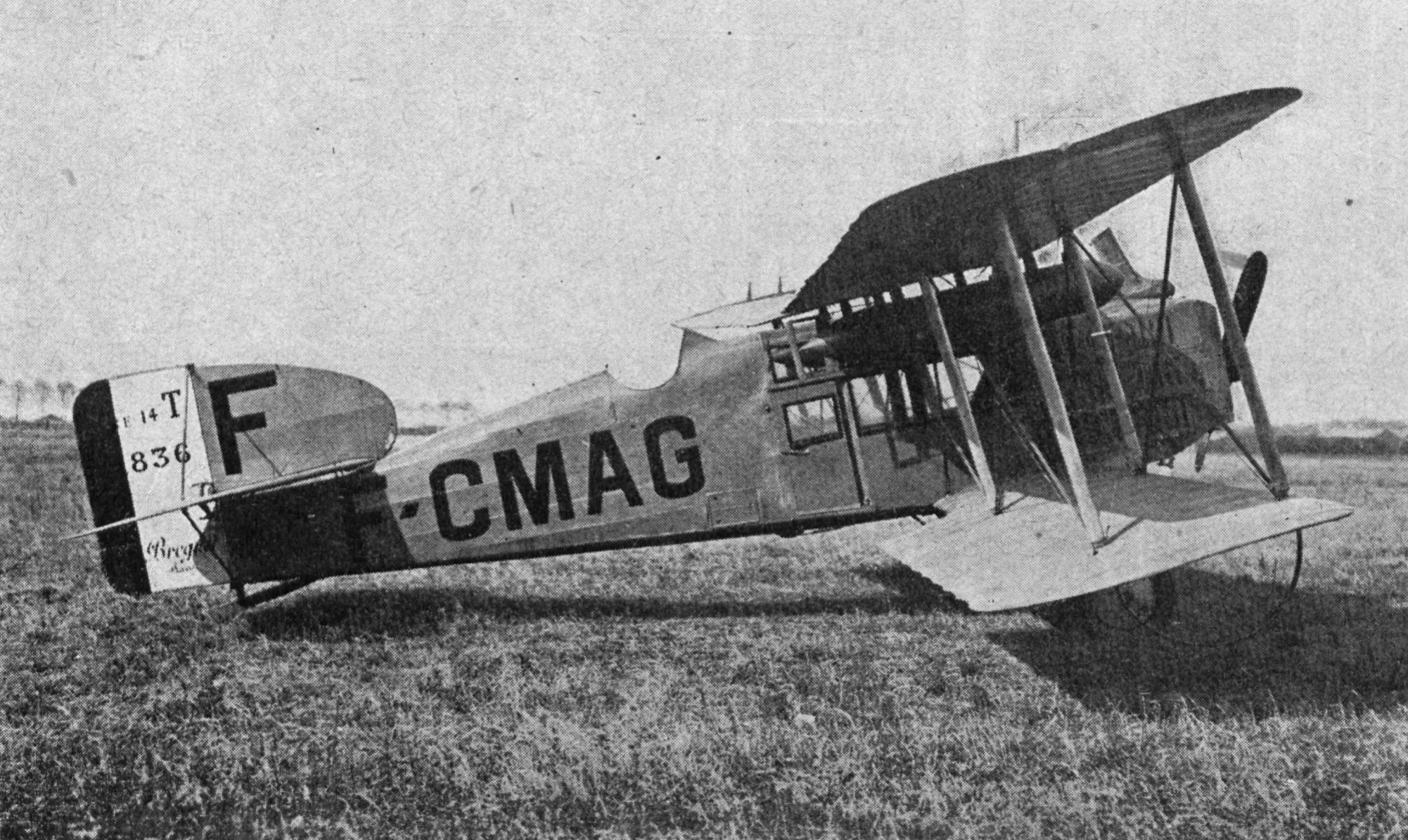
Sanitätsflugzeug Breguet 14 T

Der erste, als Breguet AV Type XIV bezeichnete Prototyp flog erstmals am 21. November 1916. Die römische Nummerierung Breguet XIV wurde bald durch Breguet 14 ersetzt.
Die Erprobung zeigte überzeugende Leistungen, und so erfolgte am 16. März 1917 eine offizielle Bestellung über 150 Maschinen in der Aufklärerausführung A2, die mit beginnender Auslieferung durch immer neue Folgebestellungen ergänzt wurden. Gleichzeitig wurde parallel die Bomberausführung B2 produziert und in die Fertigung anderer Lizenznehmer einbezogen.
Eine einsitzige Bombervariante B1 wurde nur in geringer Stückzahl gebaut. Noch vor Ende des Ersten Weltkrieges wurde noch eine Ausführung als Sanitätsflugzeug Breguet 14S entwickelt.
Bis Dezember 1918 entstanden insgesamt rund 5300 Breguet 14 aller Versionen. Nach dem Krieg konnte das Muster erfolgreich exportiert werden und flog in den Luftstreitkräften von Belgien, Brasilien, Dänemark, Griechenland, Jugoslawien, Polen, Portugal, Rumänien, Siam, Spanien sowie der Tschechoslowakei und der USA, die allein ca. 600 Maschinen orderten, welche z. T. mit Fiat-Motoren ausgestattet wurden.
Für die französischen Kolonialtruppen wurde speziell die Breguet 14 TOE geschaffen, 1921 wurde eine kleine Serie mit speziellen Höhenmotoren versehen. Es entstanden noch die Sanitätsvarianten 14T und 14Tbis sowie die Schulausführung Et2.
Zwischen 1919 und 1928 wurden insgesamt noch einmal etwa 2500 Maschinen gebaut, so dass die Breguet 14 auf eine Gesamtstückzahl von ca. 7800 Maschinen kam.

## Konstruktion
Das Flugzeug hatte einen großen kastenförmigen Rumpf und rechteckige Flügel mit einem Grundgerüst aus Stahl, Dural und Holz, welches stoffbespannt war. Durch diese Materialien geriet der Entwurf sehr robust. Querruder waren am Ober- und Unterflügel angebracht, bei späteren Serien erhielten sie außerdem einen Hornausgleich.
Der Aufklärer Breguet 14 A2 war mit einer Kamera und einem Funkgerät ausgestattet, die Cockpitseiten des Beobachters besaßen durchsichtige Fenster. Zur Verbesserung seiner Sicht war sein Cockpitboden als Schiebeklappe ausgelegt.
Die Bomberausführung Breguet 14 B2 verfügte über zusätzliche Landeklappen, die 1918 bei einer gründlichen Modernisierung des Entwurfs aber wieder entfielen. Ab 1918 wurden alle Maschinen mit einem verstärkten Flügel produziert.
Während der Produktion bzw. in einzelnen Erprobungsmustern wurden verschiedene Triebwerkstypen verbaut, so Fiat A.12bis (300 PS), Renault 12K (400 PS) und Liberty (400 PS).

## Technische Daten

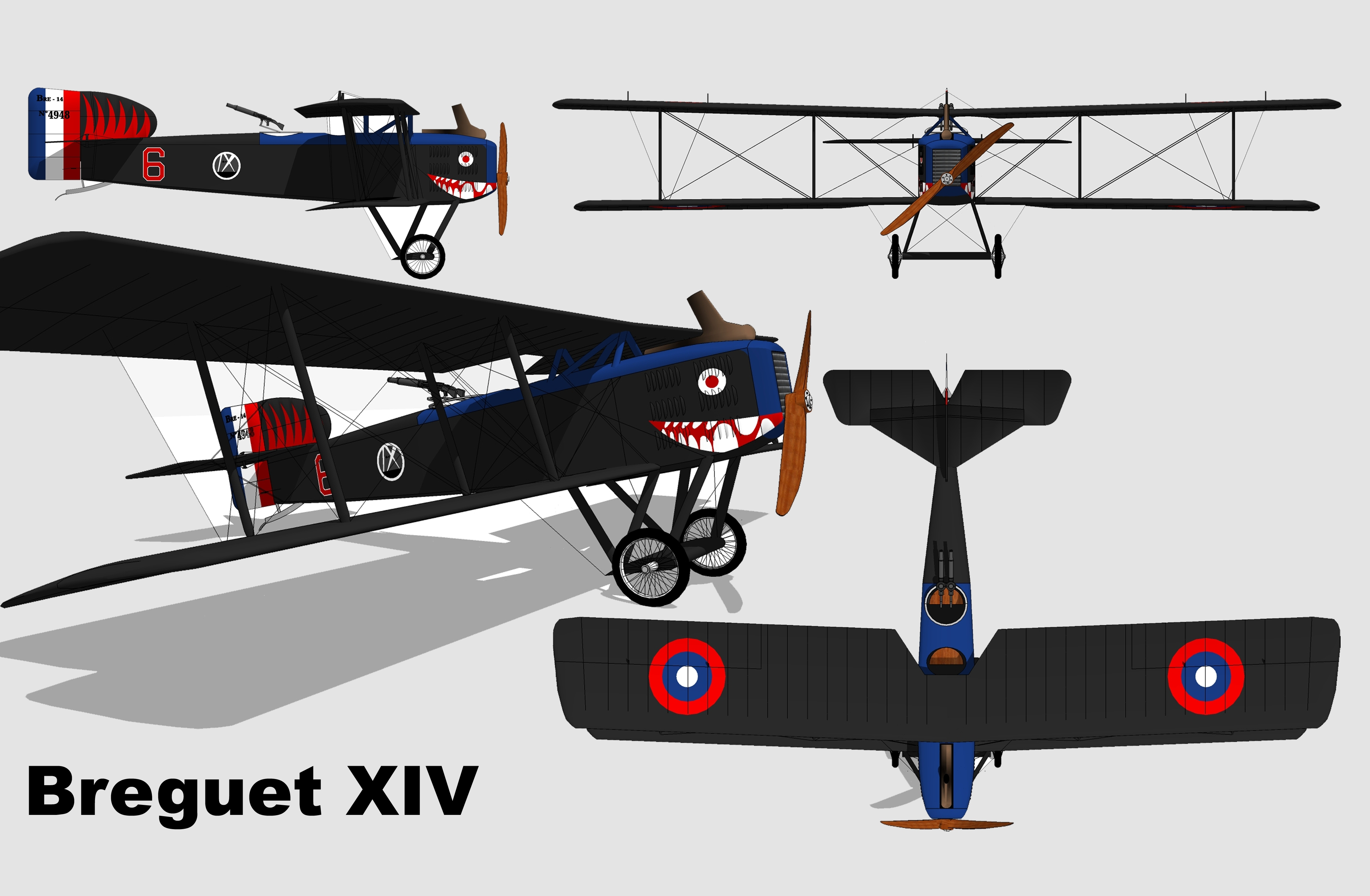
Breguet 14

| Kenngröße             | Daten Breguet 14 A2                                                         |
| --------------------- | --------------------------------------------------------------------------- |
| Besatzung             | 2                                                                           |
| Länge                 | 8,87 m                                                                      |
| Spannweite            | 14,36 m oben 12,40 m unten                                                  |
| Höhe                  | 3,30 m                                                                      |
| Flügelfläche          | 47,50 m²                                                                    |
| Rüstmasse             | 1030 kg                                                                     |
| Startmasse            | 1565 kg                                                                     |
| Triebwerk             | ein wassergekühlter Reihenmotor Renault 12Fe, 300 PS (221 kW) Startleistung |
| Höchstgeschwindigkeit | 184 km/h                                                                    |
| Dienstgipfelhöhe      | 6000 m                                                                      |
| Flugdauer             | 3 h                                                                         |
| Bewaffnung            | 3 MG 7,7 mm, 40 kg Bomben (4 × 10 kg)                                       |